# 時実早苗
時実 早苗（ときざね さなえ、1947年 - ）は、日本のアメリカ文学者、千葉大学名誉教授。
アメリカ文学・文学理論。フォークナーが専門。

## 人物・来歴
東京都立立川高等学校卒、1970年東京教育大学文学部英文科卒、1973年同大学院文学研究科修士課程修了。
1995年「The politics of authorship」で文学博士（筑波大学）。
1973年立正女子大学助手、1974年東京成徳短期大学講師、1976年名古屋大学教養部講師、1981年同総合言語センター助教授、1987年東京農工大学助教授、1993年教授、1998年千葉大学文学部教授。
2013年定年退任、名誉教授となり、大妻女子大学文学部教授。2018年退職。

## 著書
- Faulkner and/or writing : on Absalom, Absalom! 初版 Liber Press, 1986
- The politics of authorship : Henry James's system of writing 初版 Liber Press, 1996
- 『手紙のアメリカ』（南雲堂） 2008.2
- 『ポストマンの詩学 郵便配達の文化表象』（フィギュール彩、彩流社） 2017.8

## 翻訳
- 『ポール・ド・マン 脱構築と美学イデオロギー批判』（クリストファー・ノリス、法政大学出版局、叢書・ウニベルシタス） 2004.4
- 『キーパーソンで読むポストモダニズム』（ハンス・ベルテンス, ジョウゼフ・ナトーリ編、土田知則, 篠崎実, 須藤温子, 竹内康史共訳、新曜社） 2005.6
- 『バイオフィーリアをめぐって』（スティーヴン・R・ケラート, エドワード・O・ウィルソン編、荒木正純, 船倉正憲共訳、法政大学出版局、叢書・ウニベルシタス） 2009.9
- 『パーディタ メアリ・ロビンソン（英語版）の生涯』（ポーラ・バーン、桑子利男, 正岡和恵共訳、作品社） 2012.3

## 論文
- <時実早苗